# Teratornis
Teratornis byl vyhynulý rod dravých ptáků, který obýval severoamerický kontinent v období pleistocénu. Většina fosilních nálezů pochází z lokality La Brea Tar Pits. Formálně byl tento druh popsán v roce 1909.
Teratornis připomínal vzhledem kondory, byl však podstatně větší: dosahoval výšky 75 cm a rozpětí křídel více než 3,5 m, jeho hmotnost se odhaduje až na 15 kg. Obýval lesnaté oblasti, byl schopen letu i chůze po zemi. Mohutný zahnutý zobák naznačuje, že kromě požírání mršin byl schopen aktivního lovu ve vyšší míře než kondoři. Jeho kořist pravděpodobně tvořili drobní živočichové jako králíci, ještěrky nebo ryby, které polykal vcelku.
V čeledi Teratornithidae existovali i větší zástupci jako např. Aiolornis incredibilis nebo největší známý létající pták všech dob Argentavis magnificens, ti však vyhynuli před příchodem prvních lidí do Ameriky. Naproti tomu Teratornis žil ještě před deseti tisíci lety a předpokládá se, že k jeho vyhynutí přispěly populace cloviských lovců, které pro něj představovaly potravní konkurenty. Podle jedné teorie se v indiánských legendách o obřím hromoptákovi odrážejí právě vzpomínky na setkání s teratornisem.
Do tohoto rodu jsou řazeny dva druhy: Teratornis merriami a o něco mohutnější Teratornis woodburnensis. Třetí druh Teratornis olsoni, nalezený na Kubě, byl v roce 2009 vyčleněn do samostatného rodu Oscaravis.